# 瀬尾有耶
瀬尾 有耶（せお あや、1991年2月25日 - ）は、日本の元女子バレーボール選手。

## 来歴
広島県福山市出身。友人に誘われて小学校1年生からバレーボールを始める。倉敷翠松高校では、2008年春高バレー岡山県決勝大会において、同県の名門就実高校と大接戦を演じる。
大分国体出場を経て、2009年4月Vプレミアリーグ・岡山シーガルズ入部、2009年1月のVプレミアリーグで内定選手として公式戦デビューを果たした。
2012年6月、同チームを退部。

## 所属チーム
- 駅家西小（誠クラブ）
- 駅家中
- 倉敷翠松高等学校（2006-2009年）
- 岡山シーガルズ（2009-2012年）